# Атбулак (Казахстан)
Атбулак (каз. Атбұлақ) — село в Казыгуртском районе Туркестанской области Казахстана. Входит в состав Рабатского сельского округа. Находится примерно в 39 км к северо-востоку от районного центра, села Казыгурт. Код КАТО — 514049300.

## Население
В 1999 году население села составляло 1573 человека (768 мужчин и 805 женщин). По данным переписи 2009 года, в селе проживало 1809 человек (910 мужчин и 899 женщин).